# Michail Larionov

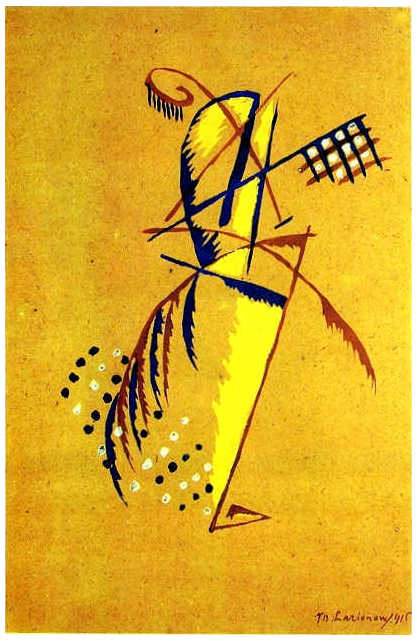
'Dancer On Motion' (1915)

Michail Fjodorovitsj Larionov (Russisch: Михаил Фёдорович Ларионов) (Tiraspol, 3 juni 1881 - Fontenay-aux-Roses, 10 mei 1964) was een Russische avant-garde-schilder. Hij beïnvloedde veel schilders in zijn land, waaronder Kazimir Malevich en Vladimir Tatlin.

## Het begin
Larionov was de zoon van Fjodor Larionov, een apotheker in het leger, en Aleksandra Petrovskaja. Hij groeide echter op bij zijn grootmoeder in Tiraspol, waar hij leerde tekenen en schilderen en later veel zou terugkeren om in de tuin te schilderen. Hij ging naar de technische hogeschool in Moskou en in 1898 naar de kunstacademie (de Hogeschool voor Schilderkunst, Beeldhouwkunst en Architektuur), waar hij studeerde onder Isaak Levitan en Valentin Serov. Hij studeerde hier af in 1910. In 1900 leerde hij op de academie Natalja Gontsjarova kennen, die studeerde op de beeldhouwkunst-afdeling. Larionov zou met haar een levenslange relatie hebben en tientallen jaren later trouwen.

## Impressionisme
Larionov werd in het begin beïnvloed door het Franse impressionisme (vooral Monet) en de Russische schilders Mikhail Vrubel en Victor Borisov-Musatov. Tussen 1902 en 1906 schilderde hij in een impressionistische stijl. Met dit werk stak hij uit boven het 'pseudo-impressionisme' van andere Russische schilders. Al in deze periode maakte hij echter werken die wezen naar nieuwe richtingen in zijn kunst, zoals 'Baders bij zonsondergang: Odessa' uit 1904. Tot de belangrijkste werken van Larionov uit zijn impressionistische tijd behoorde onder meer 'Acacia's in de lente' (1904).
In 1903 leerde hij Sergej Diaghilev kennen, met wie hij bevriend raakte en veel zou samenwerken. In 1906 nam hij deel aan verschillende exposities, waaronder een over Russische schilders in 'Salon d'Automne' in Parijs ('Russian Seasons'). Hij ontmoette Nikolai Riabushinski,  mecenas en uitgever van het symbolistische blad 'Zolotoje roeno' ('Gouden Vlies'), die hem hielp in 1908 een tentoonstelling van avant-garde-kunstenaars te organiseren. Hier was werk te zien van onder meer Van Gogh, Gauguin, Matisse, Derain en Braque.

## Uithangborden
In de periode 1907-1912 schilderde Larionov in een primitivistische stijl, hierbij geïnspireerd door Russische iconen, volksprenten (lubok) en vooral geschilderde uithangborden van winkels. Larionov was de eerste Russische schilder die de artistieke waarde van het uithangbord ontdekte en stijlelementen hiervan in zijn kunst gebruikte, zij het met lichte ironie. Zo schilderde hij verschillende doeken waarop een kapper met een klant aan de slag is. Al snel ontdekten ook andere Russische schilders het uithangbord. Sommige kunstenaars begonnen ze zelfs te verzamelen, zoals Marc Chagall en David Boerljoek. Larionov verzamelde zelf naast uithangborden ook iconen, lubok en andere uitingen van volkskunst en organiseerde twee tentoonstellingen die aan deze kunstvormen waren gewijd. Dit in een tijd, dat Russische kunstenaars debatteerden over Westerse kunst vs. kunst uit het oosten, en het belang van Russische kunst en haar wortels werd benadrukt.

## Kunstenaarsgroepen
Larionov was betrokken bij twee belangrijke Russische kunstenaarsgroepen: 'Ruiten Boer' ('Boebnovyj valjet', 1909-1911) en 'Ezelstaart' ('Oslinyj chvost', 1912-1913). De eerste groep hield een spraakmakende tentoonstelling in 1910, die georganiseerd werd door onder meer Larionov en Gontsjarova. Larionov exposeerde hier onder andere doeken uit zijn 'Soldaten'-serie, die hij tijdens zijn diensttijd had gemaakt. 
Ruiten Boer zou de grootste en een van de belangrijkste tentoonstellingsorganisaties van de vroege Russische avant-garde worden, met leden als Ilja Masjkov en Aleksandr Koeprin. Larionov en enkele andere kunstenaars richtten in 1912 een radicalere groep op. Deze groep werd beïnvloed door het onder meer het Futurisme. Leden van dit futuristisch gezelschap waren onder meer Kazimir Malevitsj, Marc Chagall en Aleksandr Sjevtsjenko. De twee groepen zouden later enigszins vijandig tegenover elkaar staan. Volgens Larionov bleven de kunstenaars van Ruiten Boer hangen in het kubisme en Cezannisme. 
Vanaf 1911 gaven Russische kunstenaars theoretische verhandelingen en manifesten uit en discussieerden zij in Moskou en Leningrad op bijeenkomsten over de nieuwe kunst. Deze (drukbezochte)bijeenkomsten, meestal vóór het begin van een expositie, hadden doorgaans een rumoerig verloop: het grootste deel van het publiek begreep de nieuwe, abstractere kunst van de verbeelding niet. Ook critici en de pers konden er niets mee aanvangen. Daarnaast maakten Larionov en de kunstenaars om hem heen de tongen los door met beschilderde gezichten op straat te lopen.
In maart 1913 vond in Moskou de tentoonstelling 'Target' plaats, het hoogtepunt van de ontwikkeling van de avant-gardebeweging rond Larionov. De schilder exposeerde hier onder meer enkele Venus-doeken en vier schilderijen rond het thema 'de seizoenen', die ook zijn interesse in de directheid en kracht van kindertekeningen weerspiegelden.

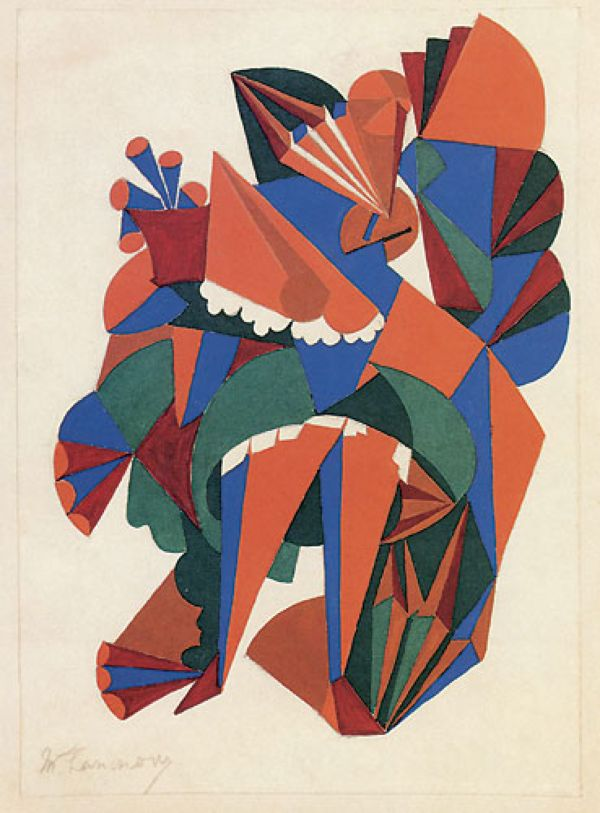
Ontwerp voor een balletcostuum, 1916

## 'Rayonisme'
In 1912 maakte hij het eerste kunstwerk dat hij beschouwde als een werk in een nieuwe, door hemzelf ontwikkelde stijl: het Rayonisme ('Loetsjizm'). Over deze abstracte kunst zette hij in 1913 zijn ideeën uiteen in een manifest. Na het ontstaan van het Rayonisme volgden niet veel later Malevich met zijn  suprematistische doeken en Tatlin met constructivistische werken.
De Rayonisten (naast Larionov bijvoorbeeld ook Gontsjarova) streefden naar een kunst die verder ging dan abstractie, een kunst buiten de ruimte en tijd. De naam ontleenden zij aan het gebruik van dynamische stralen (rays) van contrasterende kleuren, die lijnen van gereflecteerd licht voorstelden. De Rayonisten schilderden niet alleen, maar ontwierpen ook voor het theater en maakten boekillustraties. De beweging had maar een kort bestaan, maar was een belangrijke stap in de ontwikkeling van de Russische abstracte kunst.
Eind april 1914 reisde hij met Gontsjarova naar Parijs, maar keerde terug naar Rusland toen de Eerste Wereldoorlog begonnen was. Hij moest het leger in, raakte gewond en bracht drie maanden in het ziekenhuis door. In 1915 ging hij op verzoek van Sergej Diaghilev met Gontsjarova naar Lausanne, Zwitserland, waar hij voor het eerst voor Diaghilev voor ballet ontwierp ('Soleil de Nuit'). In 1919 vestigde het stel zich definitief in Parijs. Larionov werkte als Diaghilevs manager en ontwerper. Na Diaghilevs overlijden in 1929 organiseerden de twee de expositie 'Rétrospective des Oeuvres de Diaghilew'. Larionov ging nu weer schilderen. Op 2 juni 1955 trouwden Larionov en Gontsjarova.